# مترو بنک
مترو بنک (انگلیسی: Metro Bank) شرکت خدمات مالی و بانکداری بریتانیایی است، که در سال ۲۰۱۰ توسط ورنان هیل تأسیس شد.